# Trận Bắc Kinh (1449)

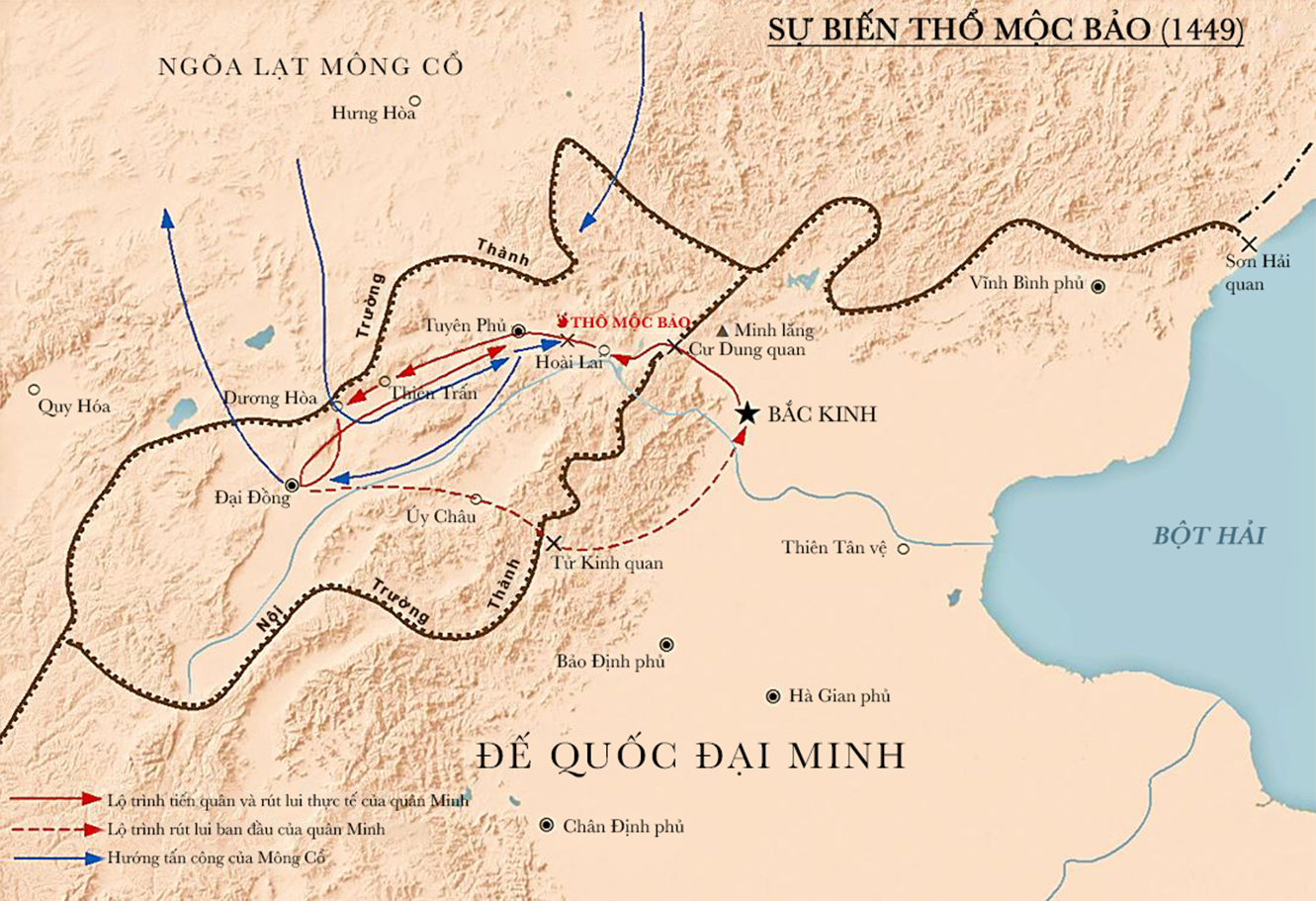
Lược đồ chiến dịch Thổ Mộc bảo

Trận bảo vệ kinh sư, còn gọi là Trận bảo vệ Bắc Kinh, diễn ra vào tháng 10 năm Chính Thống thứ 14 (1449) dưới thời Minh Anh Tông nhà Minh. Đây là cuộc chiến mà triều Minh, dưới sự lãnh đạo của Binh bộ Thượng thư Vu Khiêm, đã chống lại đại quân của thủ lĩnh Ngõa Lạt Mông Cổ, Dã Tiên, tấn công kinh thành Bắc Kinh.

## Bối cảnh
Đầu thời Minh, Ngõa Lạt (Oirat) do hai cha con Mã Hãn Mộc (Mahamud) và Thoát Hoan (Toghon) lần lượt cai quản. Ngõa Lạt là một trong các bộ tộc Mông Cổ tại vùng Tái Bắc Trung Quốc, thường xuyên có xung đột với bộ tộc Thát Đát (Tatar) ở phía Đông. Năm Chính Thống thứ 4 (1439), thủ lĩnh Ngõa Lạt Thoát Hoan qua đời, con trai ông là Dã Tiên (Esen) kế vị và tự xưng "Thái sư Hoài vương". Sau khi lên ngôi, Dã Tiên dùng vũ lực thống nhất các bộ tộc Mông Cổ, chinh phục ba vệ Ngột Lương Cáp (Uriangkhai) vốn thuộc quyền quản lý của nhà Minh, khiến thế lực Ngõa Lạt ngày càng mạnh và nhiều lần xâm phạm biên giới phía bắc Trung Quốc.
Đến năm Chính Thống thứ 14 (1449), đầu năm, Dã Tiên cử 2.000 người mang ngựa sang triều Minh triều cống nhưng khai khống thành 3.000 để nhận nhiều quà cáp từ triều đình hơn. Minh triều phát giác sự việc, chỉ thưởng theo số lượng thực tế và giảm giá ngựa. Khi biết chuyện, Dã Tiên vô cùng phẫn nộ. Đến tháng 7 cùng năm, ông tập hợp toàn bộ lực lượng, phát động cuộc tấn công lớn vào biên giới nhà Minh.
Lúc này, thái giám Vương Chấn đang nắm quyền hành lớn trong triều. Vương Chấn xúi giục Minh Anh Tông dẫn đầu 50 vạn quân ra chiến trường. Tháng 8, đại quân Minh vừa đến Đại Đồng, Sơn Tây thì nhận được tin các cánh quân Minh ở tiền tuyến liên tiếp thất bại. Vương Chấn không dám tiến lên mà ra lệnh rút quân. Khi đến Thổ Mộc bảo, đại quân Minh bị quân Ngõa Lạt bao vây. Sau nhiều ngày bị tấn công, toàn bộ quân Minh bị tiêu diệt, Vương Chấn và nhiều tướng lĩnh thiệt mạng, còn Anh Tông bị bắt sống. Sự kiện này được gọi là Sự biến Thổ Mộc bảo. Dã Tiên, nhân cơ hội chủ lực triều Minh tan rã, triều đình không người lãnh đạo, kinh sư trống vắng và lòng dân hoang mang, đã dẫn đại quân tiến xuống phía nam, nhằm tấn công kinh thành Thuận Thiên phủ (Bắc Kinh), ép nhà Minh phải đầu hàng.

## Chuẩn bị
Vào tháng 8 năm Chính Thống thứ 14 (1449), khi tin tức về thất bại của quân Minh và việc Anh Tông bị bắt đến kinh sư, cả triều đình rúng động, văn võ bá quan không biết phải làm gì, "quần thần tụ tập khóc lóc trong triều." Ngày 18 tháng 8, Thái hậu Tôn thị ra lệnh cho Chu Kỳ Ngọc, em ruột của hoàng đế, tức Thành vương, đảm nhận chức Giám quốc, đồng thời triệu tập triều thần để bàn bạc kế sách đối phó.
Một số đại thần, đứng đầu là Từ Hữu Trinh, đề xuất dời đô về Nam Kinh nhằm tránh mũi nhọn của quân Ngõa Lạt. Tuy nhiên, Binh bộ Thị lang Vu Khiêm cương quyết phản đối, cho rằng: "Kinh sư là căn bản của thiên hạ, nếu dời đi thì mọi việc lớn đều tiêu tan". Ông lấy câu chuyện triều Tống dời đô về phía nam làm bài học lịch sử, đồng thời tuyên bố sẽ chém đầu bất kỳ ai nhắc lại chuyện đô. Thượng thư Lại bộ Vương Trực và Đại học sĩ Nội các Trần Tuân đều đồng tình với Vu Khiêm. Cuối cùng, triều đình quyết định kiên quyết cố thủ Bắc Kinh.
Để trấn an lòng dân, ngày 23 tháng 8, triều Minh ra lệnh tịch thu tài sản và tru di cửu tộc Vương Chấn, kẻ chủ mưu gây ra Biến cố Thổ Mộc bảo. Đến ngày 29 tháng 8, văn võ bá quan cùng thỉnh cầu Hoàng thái hậu lập Giám quốc Thành vương làm hoàng đế, tức Minh Cảnh Đế, đồng thời truy tôn Chu Kỳ Trấn (Anh Tông bị bắt) làm Thái thượng hoàng, phá tan âm mưu của Ngõa Lạt sử dụng Anh Tông để uy hiếp triều Minh.
Vu Khiêm được thăng chức Binh bộ Thượng thư, tích cực chuẩn bị chiến đấu. Sau đó, các đội quân cứu viện từ Lưỡng Kinh (Nam Kinh và Bắc Kinh), Hà Nam, Sơn Đông lần lượt đến kinh sư. Vu Khiêm chỉnh đốn quân đội, tuyển chọn tướng lĩnh mới và huấn luyện binh sĩ, đồng thời ra lệnh các đội quân phòng thủ biên giới khẩn trương củng cố các cửa ải lớn nhỏ dọc biên thùy.

## Diễn biến
Ngày 1 tháng 10, quân Ngõa Lạt do Dã Tiên chỉ huy chia làm ba đạo tiến đánh Bắc Kinh. Cánh quân phía đông xuất phát từ Cổ Bắc khẩu đánh vào Mật Vân; cánh quân trung lộ xuất phát từ Tuyên Phủ nhằm vào Cư Dung quan; đạo quân phía tây do đích thân Dã Tiên dẫn đầu, áp giải Minh Anh Tông từ Tập Ninh, qua Đại Đồng, Dương Hòa, công phá Bạch Dương khẩu rồi tiếp tục nam tiến công kích Tử Kinh quan. Triều đình nhà Minh hay tin quân Ngõa Lạt đang áp sát kinh thành liền ban lệnh giới nghiêm, đồng thời điều động các phiên vương nhanh chóng đưa binh lực về hộ vệ kinh sư. Ngày mùng 8 tháng 10, Minh Cảnh Đế giao quyền tổng chỉ huy quân sự toàn thành cho Vu Khiêm, đồng thời ân xá và điều hai tướng lĩnh Lưu An và Vương Thông đang bị giam trong ngục ra phối hợp phòng thủ.
Ngày 9 tháng 10, quân Ngõa Lạt nhờ sự dẫn đường của thái giám phản bội triều Minh là Hỷ Ninh, bất ngờ vượt núi theo đường nhỏ đánh chiếm Tử Kinh quan, Phó đô ngự sử Tôn Tường tử trận tại đây. Hai đạo quân Ngõa Lạt từ Tử Kinh quan và Bạch Dương khẩu nhanh chóng tiến sát kinh thành. Triều đình vội vã triệu tập văn võ bá quan thương thảo kế hoạch ứng phó. Tổng binh kinh sư Thạch Hanh đề nghị đóng chặt các cửa thành, cố thủ trong thành để chờ quân địch mệt mỏi tự rút lui. Tuy nhiên, Vu Khiêm kiên quyết phản đối, cho rằng đây là kế sách yếu nhược, chỉ càng khuyến khích sự hung hăng của quân địch. Ông chủ trương lập trận thế chủ động bên ngoài cổng thành để trực diện đón đánh quân Ngõa Lạt. Vu Khiêm điều động 22 vạn quân bố trí phòng thủ tại chín cửa thành, rồi hạ lệnh đóng kín các cửa để sẵn sàng giao chiến. Do quân lệnh nghiêm minh, các tướng sĩ đều quyết tâm chiến đấu đến cùng. Ngay sau đó, hai tướng Cao Lễ và Mao Phúc Thọ chỉ huy quân Minh đánh bại quân Ngõa Lạt ở phía bắc cửa Chương Nghĩa môn, bắt sống một viên thủ lĩnh quân Mông Cổ. Minh Cảnh Đế hết sức vui mừng, lệnh cho Vu Khiêm tuyển chọn tinh binh trấn giữ các vị trí trọng yếu, đồng thời giao các nội thần Hưng An và Lý Vĩnh Xương phối hợp cùng Vu Khiêm điều hành quân vụ.
Ngày 11 tháng 10, quân Ngõa Lạt áp sát thành Bắc Kinh, đưa Thái thượng hoàng Chu Kỳ Trấn đến trước cửa Đức Thắng môn nhằm gây áp lực với quân phòng thủ. Tướng Minh là Cao Lễ và Mao Phúc Thọ đánh chặn quân địch tại phía bắc cửa Chương Nghĩa môn, giành thắng lợi bước đầu. Thấy tình thế bất lợi, Dã Tiên không dám mạo hiểm tiến công trực diện. Theo kế sách của thái giám phản bội Hỷ Ninh, Dã Tiên giả vờ nghị hòa, mời Vu Khiêm cùng các quan viên triều đình ra ngoài thành nghênh đón Minh Anh Tông, ý định là nhân cơ hội đó bắt giữ các đại thần nhà Minh để khiến quân Minh mất đi người lãnh đạo. Tuy nhiên, Vu Khiêm nhận ra âm mưu của Dã Tiên, ông chỉ phái hai quan viên cấp thấp là Vương Phục và Triệu Vinh ra ngoài gặp mặt Anh Tông, còn bản thân ông vẫn tích cực chỉ huy quân đội ứng chiến.
Ngày 13 tháng 10, Dã Tiên quyết định tấn công vào cửa Đức Thắng môn. Vu Khiêm sớm dự liệu tình hình, sai Thạch Hanh bố trí phục binh trong các nhà dân hai bên đường dẫn vào thành, đồng thời chỉ dùng một đội kỵ binh nhỏ ra khiêu chiến rồi giả vờ rút lui. Quân Ngõa Lạt thấy vậy lập tức truy kích với hơn một vạn kỵ binh, rơi vào trận địa phục kích của quân Minh. Phạm Quảng chỉ huy Thần Cơ doanh bất ngờ khai hỏa bằng pháo và hỏa khí, trong khi Thạch Hanh tung quân mai phục hai bên đường ra tấn công dữ dội. Quân Ngõa Lạt đại bại, hai em trai Dã Tiên là Bột La và Bình chương Mão Na Hài tử trận tại chỗ. Sau thất bại này, quân Ngõa Lạt quay sang tấn công Tây Trực môn nhưng cũng bị tướng Minh là Tôn Đường đánh tan. Tôn Đường truy kích quá sâu, bị quân Ngõa Lạt bao vây, may nhờ các tướng Cao Lễ, Mao Phúc Thọ và Thạch Hanh kịp thời ứng cứu, quân Ngõa Lạt bị ép lui về phía bắc.
Sau hai lần tấn công không thành vào Đức Thắng môn và Tây Trực môn, quân Ngõa Lạt chuyển hướng tấn công cửa Chương Nghĩa môn. Vu Khiêm điều động các tướng Vũ Hưng, Vương Kính và Vương Dũng ra ứng chiến. Quân Minh ban đầu đẩy lui được lực lượng tiên phong của quân Ngõa Lạt bằng cung tên, hỏa khí và vũ khí cận chiến, nhưng sau đó đội hình bị rối loạn và phải rút lui trước đợt phản công của quân Ngõa Lạt. Trong cuộc giao tranh này, tướng Vũ Hưng trúng tên tử trận, quân Minh phải lùi về tuyến phòng thủ cuối cùng tại khu vực tường thành đất. Tại đây, người dân địa phương hỗ trợ quân Minh bằng cách ném gạch đá, góp phần ngăn cản bước tiến của quân Ngõa Lạt. Khi quân Minh nhận được viện binh, quân Ngõa Lạt quyết định rút lui.
Trong năm ngày giao chiến, dưới sự chỉ huy của Vu Khiêm, quân Minh nhiều lần đánh lui các đợt tấn công của quân Ngõa Lạt. Cùng thời điểm đó tại Cư Dung quan, quân Minh tận dụng thời tiết giá rét, dùng nước làm đóng băng các bức tường thành để ngăn chặn quân Ngõa Lạt. Trước tình thế bất lợi và nguy cơ bị cắt đứt đường rút lui, ngày 15 tháng 10, Dã Tiên ra lệnh toàn quân triệt thoái. Vu Khiêm cho quân truy kích gây tổn thất đáng kể cho lực lượng Ngõa Lạt. Người dân địa phương cũng tham gia tiến công vào quân Ngõa Lạt đang rút lui, thu hồi được nhiều tài sản và người dân bị bắt trước đó. Đến ngày 8 tháng 11, quân Ngõa Lạt đã rút hoàn toàn về phía ngoài Trường Thành, kết thúc cuộc bao vây kinh thành Bắc Kinh.